# Alnham
 (juin 2023).
Alnham est une paroisse civile et un village du Northumberland, en Angleterre.